# Tetrameranthus laomae
Tetrameranthus laomae är en kirimojaväxtart som beskrevs av D. R. Simpson. Tetrameranthus laomae ingår i släktet Tetrameranthus och familjen kirimojaväxter. Inga underarter finns listade i Catalogue of Life.